# Douglas Marques dos Santos
Douglas Marques dos Santos (sinh ngày 18 tháng 5 năm 1985) là một cầu thủ bóng đá người Brasil.

## Sự nghiệp câu lạc bộ
Douglas Marques dos Santos đã từng chơi cho Ventforet Kofu và Yokohama FC.

## Thống kê câu lạc bộ

### J.League
| Đội            | Năm       | J.League | J.League | J.League Cup | J.League Cup | Tổng cộng | Tổng cộng |
| Đội            | Năm       | Trận     | Bàn      | Trận         | Bàn          | Trận      | Bàn       |
| -------------- | --------- | -------- | -------- | ------------ | ------------ | --------- | --------- |
| Ventforet Kofu | 2012      | 29       | 1        | -            | -            | 29        | 1         |
| Ventforet Kofu | 2013      | 0        | 0        | 1            | 0            | 1         | 0         |
| Yokohama FC    | 2014      | 38       | 2        | -            | -            | 38        | 2         |
| Tổng cộng      | Tổng cộng | 67       | 3        | 1            | 0            | 68        | 3         |